# Język massep
Język massep (a. masep), także: potafa, wotaf – język papuaski używany w prowincji Papua w Indonezji. Według danych z 2000 roku posługuje się nim 25 osób.
Jego użytkownicy zamieszkują wieś Masep w dystrykcie Pantai Barat (kabupaten Sarmi). Pomimo niewielkiej liczby użytkowników nie jest krytycznie zagrożony wymarciem. Z dostępnych danych wynika, że posługują się nim wszyscy członkowie społeczności, w różnych grupach wiekowych. W użyciu jest także lokalny malajski, który służy do komunikacji z sąsiednimi społecznościami. Pod koniec lat 90. XX w. język indonezyjski nie był zbyt szeroko znany.
Sama społeczność określa swój język jako „wotaf”.
Nie został bliżej opisany w literaturze. William A. Foley (2018) i Harald Hammarström (2018) klasyfikują go jako izolat. Timothy Usher łączy go z językami łańcucha Foja.